# النادي الرياضي لشرطة المرور
النادي الرياضي لشرطة المرور (بالفرنسية: Club sportif de la police de la circulation)‏، هو نادي كرة سلة تونسي للمحترفين تأسس سنة 1990 يقع مقره في تونس العاصمة. ينافس في بطولة تونس لكرة السلة للسيدات، الدرجة الأعلى للدوري في تونس، وحقق لقب الكأس المحلية ست مرات والبطولة العربية مرة واحدة وكذلك البطولة المغاربية مرة واحدة، ويمثل تونس في المنافسات القارية والدولية.

## سجل ألقاب النادي لكرة السلة
- كأس تونس للسيدات  (6) : 2003، 2012، 2014، 2017، 2018، 2019.
- البطولة المغاربية للأندية للسيدات  (1) : 2001.
- البطولة العربية للأندية سيدات  (1) : 2013.

## وصلات خارجية
- صفحة النادي الرياضي لشرطة المرور على موقع كوووة.
- الموقع الرسمي للجامعة التونسية لكرة السلة.